# Gerolfing
Gerolfing ist ein Stadtteil der oberbayerischen Stadt Ingolstadt mit 4770 (Stand 31. Dezember 2023) Einwohnern.

## Geographie

### Naturräumliche Lage

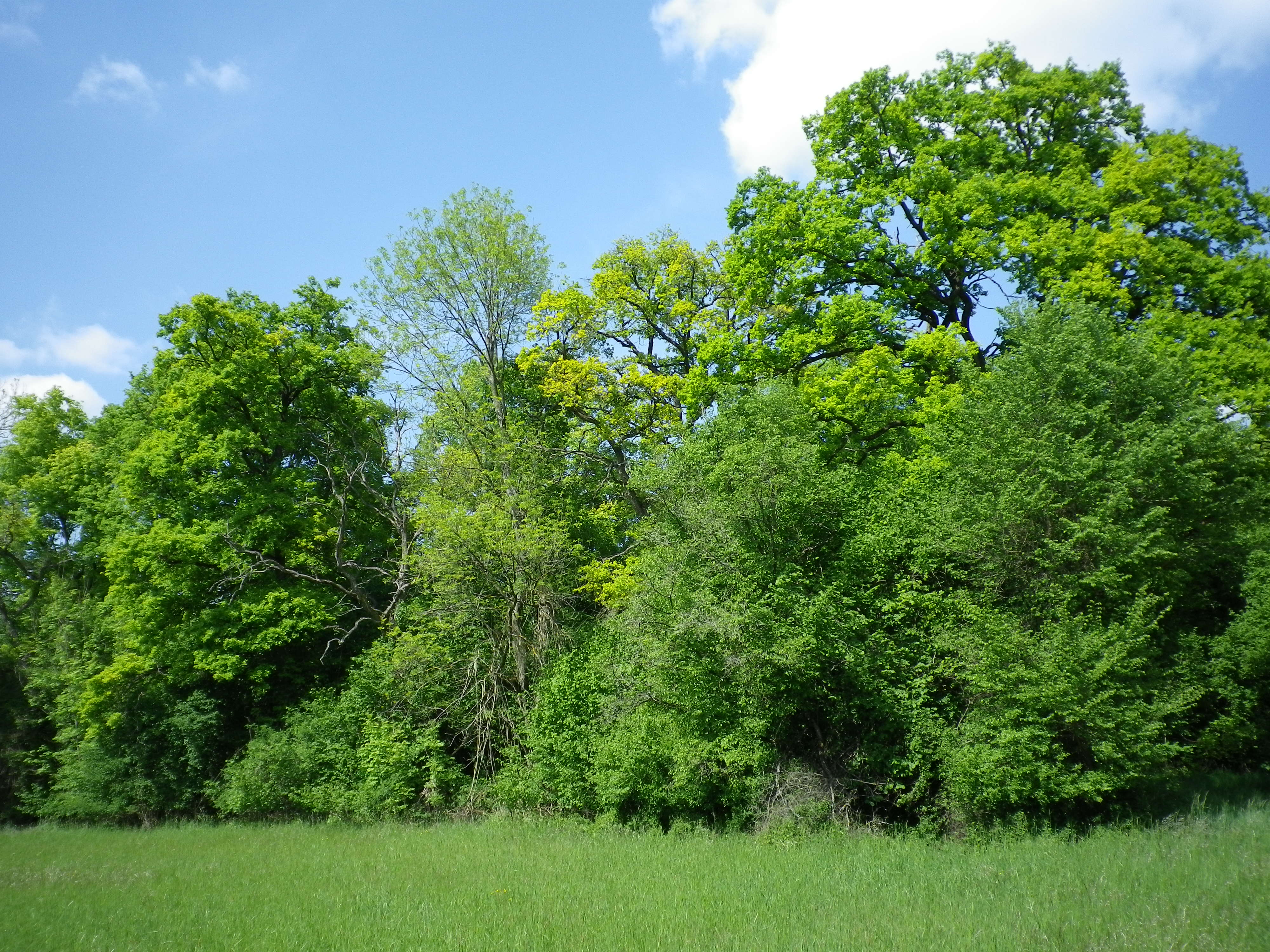
Gerolfinger Eichenwald im Frühling

Das Pfarrdorf liegt auf einer Höhe von 374 m ü. NN. Im Süden des Ortes befindet sich der Eichenwald mit dem Gerolfinger Weiher (Schafirrsee). Etwa 2 Kilometer vom südlichen Ortsrand entfernt fließt die Donau in östlicher Richtung.

### Nachbarorte und -gemeinden
| Mühlhausen  | Dünzlau            | Friedrichshofen    |
| Irgertsheim |                    | Ingolstadt Mitte   |
| Weichering  | Hagau (Ingolstadt) | Ingolstadt Südwest |

### Verkehrslage
Von Ingolstadt aus erreicht man Gerolfing über die IN 2 (im Stadtgebiet von Ingolstadt „Gerolfinger Straße“, in Gerolfing selbst „Wilhelm-Busch-Straße“), von Norden kommend über die IN 3 (Anschluss an die B 13). Über die A 9 in Ingolstadt ist der Ort auch an das Autobahnnetz angeschlossen.
ÖPNV-Anschluss von der INVG tagsüber durch die Linien 60 (ZOB) und S4 (Audi), nachts die Linie N1 (ZOB).

## Geschichte

### Gründung
Gerolfing wurde erstmals im Jahre 1055 urkundlich in einem Brief von Kaiser Heinrich III. an den Bischof Gebhard erwähnt. Darin schrieb er:
„Ich, Kaiser Heinrich III. von Gottes Gnaden, stifte nach Eichstätt dem Bischof Gebhard drei Güter in Gerolfing, die der rebellische Poto besessen hatte.“
Archäologische Funde zeigen jedoch, dass die Anfänge deutlich früher liegen.
Die davor eigenständige Gemeinde Gerolfing wurde am 1. Juli 1972 im Zuge der Gebietsreform in Bayern nach Ingolstadt eingemeindet.

### Namensgebung
Der Name Gerolfing wurde aus den Silben Ger (= germanisch Speer) und Wolf (Ritter Gerolf = „Wolfsbekämpfer“) zusammengesetzt. Aus der Nachsilbe -ing lässt sich schließen, dass Gerolfing eine bajuwarische Siedlung war.

### Ortsneckname
Ortsneckname der Gerolfinger ist Moiakäfa, Moiakäfer oder Mojakäfa (mundartlich für Maikäfer). Laut dem Lokalhistoriker Stefan Winkelmeyr geht der Name auf die Geschichte eines Handwerksburschen zurück, der beim Gerolfinger Wirt übernachtete und kein Geld für die Zeche hatte, dem Wirt aber dafür eine Schachtel wertvoller Uhren überließ, aus der ein Ticken zu hören war. Erst nach einer Woche und dem Verschwinden des Burschen blickte demnach der Wirt in die Schachtel und entdeckte, dass er getäuscht worden war: Statt Uhren befanden sich in der Schachtel nur Maikäfer.

## Kultur und Sehenswürdigkeiten

### Archäologie
Die mächtigen Hügelgräber im Gerolfinger Eichenwald stehen unter Denkmalschutz. Im Jahre 1329 wurde vom Gerolfinger Ortsadel die Gerolfinger Burg im mittelalterlichen Stil errichtet. Von dieser ist heute nur noch der künstlich aufgeschüttete Hügel und der Straßenname „Am Burggraben“ geblieben.

### Bauwerke und Zeitmerkmale

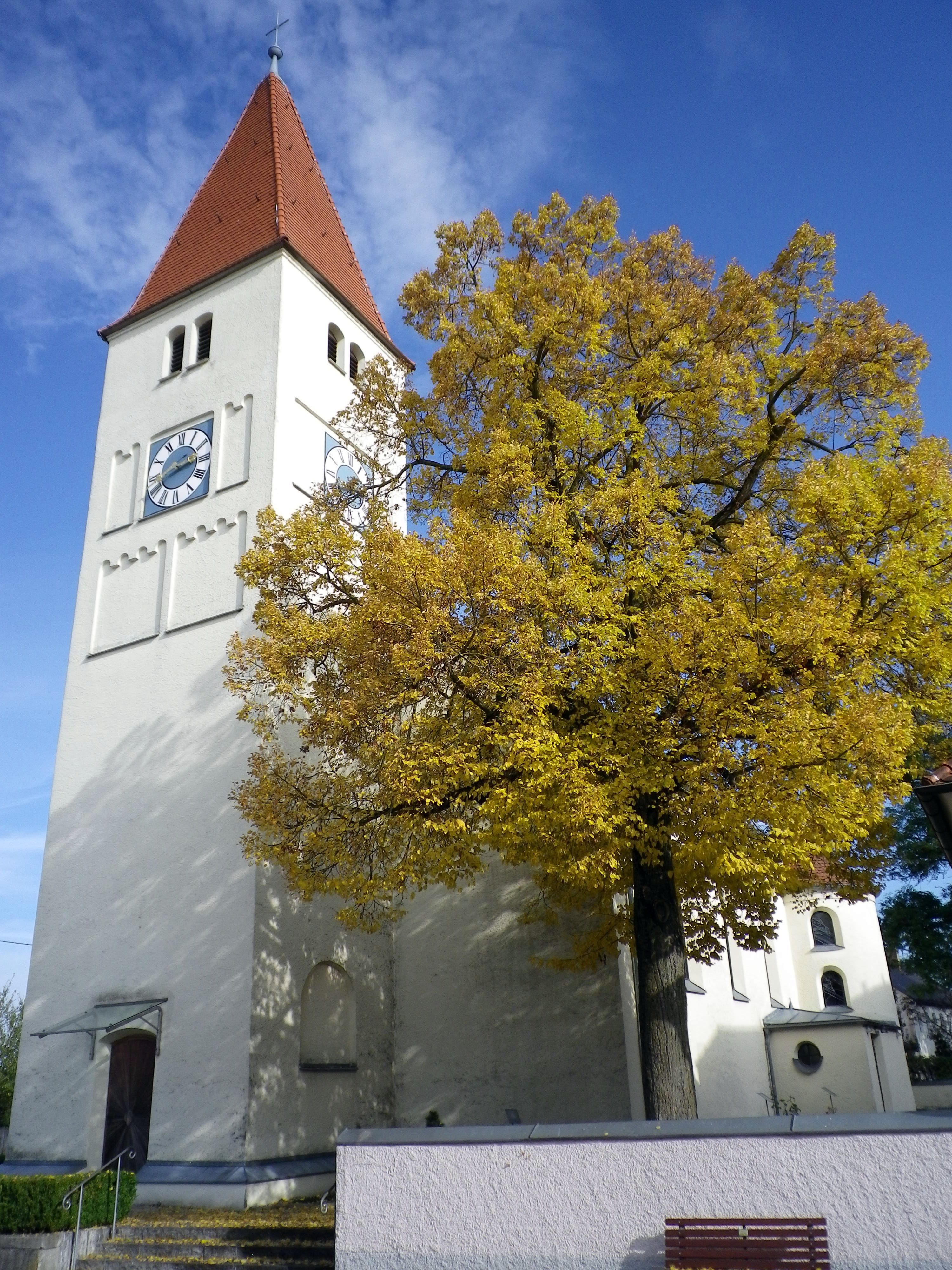
Kirche Sankt Rupert

Im Zentrum des Dorfes befindet sich die renovierte Kirche. Das Gasthaus Meierbeck ist eines der wenigen noch erhaltenen typischen Gebäude aus früheren Zeiten.
Der Dreiländerstein steht zwischen Gerolfing und Irgertsheim. Dort trafen die Grenzen des Herzogtums Bayern, des Herzogtums Pfalz-Neuburg und des Hochstifts Eichstätt aufeinander.
Im Westen des Ortes befinden sich die Überreste des zwischen 1890 und 1892 errichteten und 1945 gesprengten Zwischenwerks 1 Gerolfing der früheren Landesfestung Ingolstadt.

### Sport
Der 1930 gegründete FC Gerolfing bietet auf seiner umfangreichen Sportanlage ein großes Übungs- und Sportangebot. Zur Auswahl stehen drei Fußballplätze, ein Basketball-Hartplatz und eine Tennisanlage. Seit dem Jahr 2007 ist der Bau einer Zuschauertribüne auf Basis von Spenden vollendet.
Im Jahre 2001 gelang der 1. Fußballmannschaft der Aufstieg in die Bezirksliga Oberbayern Nord und in der Saison 2008/2009 der Aufstieg in die Bezirksoberliga Oberbayern, in welcher aber nur ein Jahr gespielt wurde. Denn 2009/2010 marschierte das Team unter Leitung von Spielertrainer Manfred Kroll nach Sieg im Relegationsspiel gegen den SC Bubesheim (2. Platz BOL Schwaben) in die Landesliga Süd ein. Das Entscheidungsspiel blieb bis zur 120. Minute torlos. Im Elfmeterschießen gewann der FC Gerolfing mit 4:2.

### Vereine
In Gerolfing gibt es etwa 40 Vereine. Zu diesen zählen neben der Freiwilligen Feuerwehr Ingolstadt-Gerolfing e. V. und dem Sportverein FC Gerolfing e. V., auch die Motorradfreunde Gerolfing MC, sowie die Vereinigte Faschingsgesellschaft Gerolfing e. V.
Die Freiwillige Feuerwehr Ingolstadt-Gerolfing e. V. wurde am 1. Mai 1878 gegründet. 40 Feuerwehrmänner, aufgeteilt in Ordnungs-, Steiger- und Spritzenmannschaft, fanden sich, um für mehr Sicherheit in Gerolfing zu sorgen. Heute leisten rund 50 Aktive bei jährlich etwa 35 Einsätzen Dienst. Zur Ausstattung gehören zwei Löschfahrzeuge, ein Mannschaftstransportfahrzeug und zwei Flachwasserschubboote für den Hochwassereinsatz. Im Jahr 2017 erhielt die Feuerwehr Gerolfing eines von insgesamt zehn LF10, welche im Rahmen des Fahrzeugkonzepts 2016 der Stadt Ingolstadt für rund 3 Millionen Euro beschafft wurden.
Während der Faschingszeit hat die Vereinigte Faschings Gesellschaft Gerolfing e. V. das Sagen – zusammen mit der Gerolfinger Garde regiert das Prinzenpaar. Die VFG wurde am 3. April 1973 gegründet. Am Faschingsdienstag findet ein Umzug durch Gerolfing statt, zuvor der Faschingsauftakt, ein Kabarett-Abend, bei dem auch der ein oder andere „derbleckt“ wird.

### Naturdenkmäler
Im Naturschutzgebiet Gerolfinger Eichenwald steht die Holzmutter, eine Stieleiche mit einem Brusthöhenumfang von 6,75 m (2015).

## Religion
Der überwiegende Teil der Einwohner ist katholisch. Im Dorfzentrum befindet sich die katholische Pfarrkirche St. Rupert.

## Persönlichkeiten
- Der CSU-Politiker Horst Seehofer (* 1949) hat seinen Wohnsitz in Gerolfing.
- Seit August 2017 wohnt der deutsche Fußballspieler Christian Träsch (* 1987) mit seiner Familie in Gerolfing.